# فيرنر هارتمان
فيرنر هارتمان (بالألمانية: Werner Hartmann)‏ هو فيزيائي ألماني، ولد في 30 يناير 1912 في برلين في ألمانيا، وتوفي في 8 مارس 1988 في درسدن في ألمانيا.